# Биатлон на Зимским олимпијским играма 2018 — квалификације
Следи правила о квалификацији и расподела квота за биатлон на Зимским олимпијским играма 2018. године.

## Расподела квота
Укупна додељена квота за учешће на Играма износила је 230 спортиста (115 мушкараца и 115 жена). Прва део квоте од 218 учесника додељена је националним биатлонским савезима на основу пласмана њихова три најбоља биатлонаца у индивидуалним, спринтерским и штафетним тркама у току сезоне 2016. године. Преосталих 12 места су додељена током сезоне 2017/18. Светског купа нацијама које нису имали квалификоване спортисте и то максимално два по нацији.
Спортиста такође мора испунити услове пре такмичења: Током сезоне 2016/17. или 2017/18. биатлонског светског купа спортиста мора имати два резултата на ИБУ купу, отвореним европским првенствима, светским првенствима или светском првенству у спринту или појединачно који су максимално 20% иза просечног времена тројице најбољих спортиста или два места у гоњем делу пласмана Светском првенству за јуниоре. Такође могу имати комбинацију оба критеријума (по један од сваког). Сви чланови штафета морају испунити овај захтев.
Земље рангиране од 1—5 у сезони 2016/17. квалификују шест спортиста, 6—20 пет  и 21—22 два, и за мушка и женска такмичења. Последња шест места за сваки пол попуњавају се појединачно у сезони 2017/18. са листе ИБУ квалификација са највише два по земљи, од земаља које нису већ квалификоване. Једно од ових места ће користити домаћин ако већ није квалификован. Поред тога, домаћину је дозвољено да дода довољно додатних спортиста да се такмиче на свакој од штафета. Нема преусмеравања неискоришћених места.

## Квалификовани
| Земља                          | мушкарци | Жене | Укупно |
| ------------------------------ | -------- | ---- | ------ |
| Аустрија                       | 6        | 5 3  | 9      |
| Белгија                        | 2        | 0    | 2      |
| Белорусија                     | 5        | 5    | 10     |
| Бугарска                       | 5        | 5    | 10     |
| Канада                         | 5        | 5    | 10     |
| Кина                           | 0        | 2    | 2      |
| Чешка                          | 5        | 6    | 11     |
| Естонија                       | 5        | 1    | 6      |
| Финска                         | 5 3      | 5    | 8      |
| Француска                      | 6        | 6    | 12     |
| Немачка                        | 6        | 6    | 12     |
| Уједињено Краљевство           | 0        | 1    | 1      |
| Италија                        | 5        | 6    | 11     |
| Јапан                          | 1        | 5    | 6      |
| Казахстан                      | 5        | 5    | 10     |
| Летонија                       | 2        | 1    | 3      |
| Литванија                      | 2        | 2    | 4      |
| Норвешка                       | 6        | 5    | 11     |
| Пољска                         | 2        | 5    | 7      |
| Румунија                       | 5        | 1    | 6      |
| Олимпијски спортисти из Русије | 6 2      | 5 2  | 4      |
| Словачка                       | 5        | 5    | 10     |
| Словенија                      | 5        | 2    | 7      |
| Кореја                         | 1        | 5    | 6      |
| Шведска                        | 5        | 5    | 10     |
| Швајцарска                     | 5        | 5    | 10     |
| Украјина                       | 5        | 6    | 11     |
| Сједињене Америчке Државе      | 5        | 5    | 10     |
| Укупно: 28 НОК                 | 109      | 110  | 219    |

## Квалификовани пласман
|  | Квалификовано 6 биатлонаца                                |
|  | Квалификовано 5 биатлонаца                                |
|  | Квалификована 2 биатлонца                                 |
|  | Квалификована 2 биатлонца по ИБУ квалификационим бодовима |
|  | Квалификован 1 биатлонца по ИБУ квалификационим бодовима  |

| Место | Земља                          | Бодови Светског купа 2016/17. |
| ----- | ------------------------------ | ----------------------------- |
| 1.    | Немачка                        | 7.448                         |
| 2.    | Француска                      | 7.416                         |
| 3.    | Олимпијски спортисти из Русије | 7.192                         |
| 4.    | Норвешка                       | 7.181                         |
| 5.    | Аустрија                       | 6.926                         |
| 6.    | Украјина                       | 6.270                         |
| 7.    | Чешка                          | 6.223                         |
| 8.    | Италија                        | 5.556                         |
| 9.    | Швајцарска                     | 5395                          |
| 10.   | Сједињене Америчке Државе      | 5290                          |
| 11.   | Бугарска                       | 5.098                         |
| 12.   | Шведска                        | 4.885                         |
| 13.   | Канада                         | 4.625                         |
| 14.   | Белорусија                     | 4.483                         |
| 15.   | Казахстан                      | 4.322                         |
| 16.   | Словачка                       | 4.203                         |
| 17.   | Словенија                      | 4.069                         |
| 18.   | Румунија                       | 3.408                         |
| 19.   | Естонија                       | 3.393                         |
| 20.   | Финска                         | 3.202                         |
| 21.   | Летонија                       | 3.152                         |
| 22.   | Литванија                      | 2.988                         |
| 23.   | Пољска                         | 2.739                         |
| 24.   | Јапан                          | 2.586                         |
| 25.   | Јужна Кореја                   | 1.715                         |
| 26.   | Белгија                        | 1.242                         |
| 27.   | Уједињено Краљевство           | 492                           |
| 28.   | Хрватска                       | 467                           |
| 29.   | Србија                         | 162                           |
| 30.   | Грчка                          | 161                           |
| 31.   | Мађарска                       | 70                            |
| 32.   | Аустралија                     | 47                            |

| Место | Земља                          | Бодови Светског купа 2016/17. |
| ----- | ------------------------------ | ----------------------------- |
| 1.    | Немачка                        | 7.951                         |
| 2.    | Француска                      | 7.646                         |
| 3.    | Украјина                       | 6605                          |
| 4.    | Чешка                          | 6.547                         |
| 5.    | Италија                        | 6.481                         |
| 6.    | Норвешка                       | 6.265                         |
| 7.    | Олимпијски спортисти из Русије | 6.139                         |
| 8.    | Шведска                        | 6.034                         |
| 9.    | Белорусија                     | 5.683                         |
| 10.   | Казахстан                      | 5.193                         |
| 11.   | Швајцарска                     | 5.101                         |
| 12.   | Пољска                         | 5.035                         |
| 13.   | Аустрија                       | 4.954                         |
| 14.   | Сједињене Америчке Државе      | 4.743                         |
| 15.   | Канада                         | 4.619                         |
| 15.   | Финска                         | 4.619                         |
| 17.   | Словачка                       | 4.498                         |
| 18.   | Јапан                          | 3.608                         |
| 19.   | Бугарска                       | 3.142                         |
| 20.   | Јужна Кореја                   | 3.051                         |
| 21.   | Словенија                      | 2.969                         |
| 22.   | Литванија                      | 2.737                         |
| 23.   | Естонија                       | 2.692                         |
| 24.   | Румунија                       | 2.086                         |
| 25.   | Кина                           | 1584                          |
| 26.   | Летонија                       | 1.228                         |
| 27.   | Уједињено Краљевство           | 642                           |
| 28.   | Шпанија                        | 459                           |
| 29.   | Мађарска                       | 339                           |
| 30.   | Босна и Херцеговина            | 144                           |
| 31.   | Молдавија                      | 104                           |
| 32.   | Грчка                          | 64                            |

Напомена
- Постоји ограничење од четири учесника по једној земљи који могу учестововати у свакој дисциплини без обзира на квоту.